# Jules Ravenel
Jules Ravenel, né le 2 juillet 1801 à Paris où il est mort le 22 février 1885, est un bibliothécaire et bibliographe français.

## Biographie
Fils d’un sous-intendant militaire aux bureaux du ministère de la guerre, Ravenel a effectué de bonnes études. Ses études bibliographiques portent principalement sur le XVIIe et le XVIIIe siècle. Il a commencé, en 1827, par fournir de courtes notices aux éditions diamant des classiques français de la librairie Lemoine, à l’époque où il était de mode dans l’édition parisienne, de réduire les classiques français à la forme d’abrégés, afin d’en constituer des bibliothèques à l’usage du peuple. Il a ainsi donné une nouvelle édition du roman de Billardon de Sauvigny, intitulé : les Amours de Pierre-le-Long et de Blanche Bazu, précédée aussi d’une petite notice sur l’auteur. Un peu plus tard, il a commencé une nouvelle édition des Mémoires de Bachaumont, en dix volumes, suspendue après le quatrième (1830).
Sous-bibliothécaire à la Bibliothèque de la ville de Paris, depuis 1830, il a été nommé, le 25 juillet 1839, conservateur-adjoint au département des imprimés de la Bibliothèque royale de la rue Richelieu, à la suite d’un remaniement, il a été promu au grade de conservateur, le 1er mars 1848. Nommé conservateur en chef, le 10 mars 1848, il est devenu sous-directeur de cet établissement, en 1859.
Il a fourni de nombreux articles fournis au feuilleton du Journal de la librairie et des notices bibliographiques à la Bibliographie de la France ainsi qu’à la France littéraire de Quérard. On lui doit diverses éditions annotées, notamment : les Œuvres complètes de Montesquieu (1835), les Lettres du cardinal de Mazarin à la princesse Palatine pendant les années 1651 et 1652 (1836, in-8°), les Lettres de Mlle Aïssé à Mme Calandrini (1846, in-18), la Pucelle, dans les Œuvres complètes de Voltaire, de Beuchot. C’est à tort qu’on lui attribue les Mémoires de Mme Roland, d’après des papiers authentiques (1841, 2 vol. in-8°), qu’il a formellement désavouée, n’en ayant revu que les 48 premières pages.
Dans un voyage fait en Suisse en 1834, il a découvert, à Berne, de nouveaux écrits de Jean-Jacques Rousseau, publiés depuis par George Streckeisen-Moultou (d) dans J.-J. Rousseau, ses amis et ses ennemis, (1865, 2 vol. in-8°). On lui doit encore de nombreux articles fournis au feuilleton du Journal de la Librairie, sous la direction de Beuchot, etc.
Membre de la Société de l'histoire de France et du Comité historique près le ministère de l’instruction publique, il a été décoré de la Légion d’honneur, le 6 mai 1846 et promu officier, le 11 aout 1869.